# Acelyphus prolatus
Acelyphus prolatus är en tvåvingeart som beskrevs av Joann M. Tenorio 1972. Acelyphus prolatus ingår i släktet Acelyphus och familjen Celyphidae.
Artens utbredningsområde är Filippinerna. Inga underarter finns listade i Catalogue of Life.